# 旧馆村 (浙江省)
舊館村是浙江省湖州市吳興區織裡鎮下轄的一個行政村，位於織裡鎮的東南部，緊鄰318國道。全村轄有28個村民小組，總農戶674戶，全村總人口2499人，其中2006年度全村經濟總收入達到數十萬元，2006年度舊館村農民人均收入7200元。
1993年，撤銷晟舍鄉，舊館村劃歸塘南鄉管轄，同年11月29日撤銷塘南鄉改爲舊館鎮。